# اخلاق روزنامه‌نگاری
اخلاقِ روزنامه‌نگاری و استانداردهای آن دربرگیرندهٔ اصولِ اخلاقی در رویارویی با چالش‌های خاصِ روزنامه‌نگاری است.

## نخستین کوشش‌های ملی و جهانی
روزنامه‌نگاران کشورهای اسکاندیناوی در تهیه و تدوین مقرراتِ اخلاقیِ حرفهٔ روزنامه‌نگاری پیشگام بوده‌اند. کشورهای نروژ، سوئد و فنلاند، به ترتیب در سالهای ۱۹۱۲، ۱۹۱۶ و ۱۹۱۹ از مجموعه‌های مقرراتِ اخلاقیِ روزنامه‌نگاران برخوردار شده بودند. گردانندگانِ سندیکای ملی روزنامه‌نگاران فرانسوی در سال ۱۹۱۸، مجموعه‌ای از مقررات اخلاقی، با عنوان «منشور وظایف روزنامه‌نگاران» را تصویب کردند. این مجموعه، در سال ۱۹۳۸ اصلاح و تکمیل شد و اکنون مورد حمایت و احترام تمام سازمانهای حرفه‌ای روزنامه‌نگارانِ این کشور است.
در ایالات متحده آمریکا هم مدیرانِ روزنامه‌ها در سال ۱۹۲۳ پیشگامِ تدوین و اجرای مقرراتِ اخلاقی روزنامه‌نگاری شدند و مجموعه‌ای با عنوانِ «اصول اخلاقی انجمن مدیران روزنامه‌های آمریکا» منتشر کردند.

## زمینه‌های مقرراتِ اخلاقیِ حرفهٔ روزنامه‌نگاری
1. آگاهی‌دهی عمومی
2. بازگوییِ حقیقت، وظیفهٔ بنیادی روزنامه‌نگار
3. احترام به حیثیتِ فردی و زندگیِ خصوصی
4. آزادی مطبوعات، شرطِ اساسیِ حرفهٔ روزنامه‌نگاری

## موضوعِ رسانهٔ جهانی
دست کم از دهه ۱۹۷۰ میلادی بحث بر سر اخلاق رسانه‌ای جهانی بخشی از تلاش‌های بحث‌برانگیز در جهت استقرار یک «نظم نوین جهانی اطلاعاتی» بوده است. این حرکت‌ها بحث‌های مختلفی را در بر می‌گیرند؛ به طور مثال توزیع برابر فناوری کامپیوتر در سطح جهان یکی از این مباحث بوده است. کشورهای در حال توسعه و برخی آژانس‌های سازمان ملل مانند یونسکو رهبری این حرکت‌ها را در دست داشته‌اند، حرکت‌هایی که در اواخر دهه ۱۹۰۰، با مخالفت دولت و سازمان‌های خبری ایالات متحده و بریتانیا مواجه شدند. ترس این دولت‌ها از این بود که کشورهای غیر دموکراتیک جهان از اخلاق رسانه‌ای جهانی در جهت توجیه محدودیت‌های آزادی بیان و مطبوعات خود استفاده کنند. با این همه، رؤیای تنظیم مجموعه اصول اخلاق رسانه‌ای جهانی هنوز هم پابرجاست.